# Dorcadion rigattii
Dorcadion rigattii är en skalbaggsart som beskrevs av Stefan von Breuning 1966. Dorcadion rigattii ingår i släktet Dorcadion och familjen långhorningar. Inga underarter finns listade i Catalogue of Life.